# Azadlıq prospekti (Metro Baku)

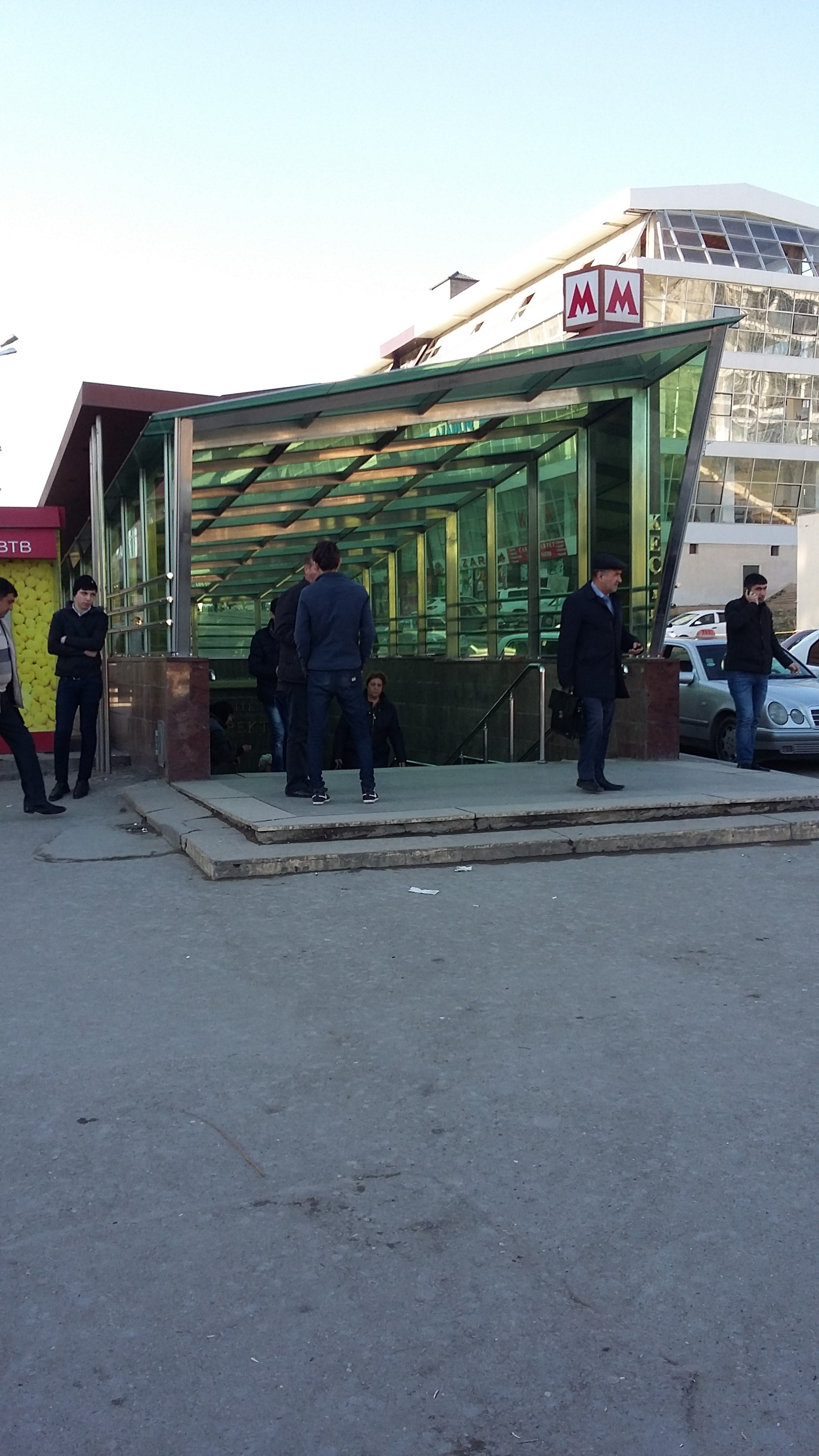

Azadlıq prospekti ist eine Station der Linie 2 (Grüne Linie) der Metro Baku.
Die Station wurde am 30. Dezember 2009 in Betrieb genommen. Präsident İlham Əliyev nahm an der Eröffnung teil.
Der Bahnsteig ist 102 Meter lang und liegt 14 Meter unter der Erde. Es befinden sich hier drei Rolltreppen, Monitore zum Zweck der Fahrgastinformation sowie vier Zugänge.